# 王賢 (永樂舉人)
王賢（1385年—1467年），字惟善，山東寧陽縣人。明朝政治人物。

## 生平
永樂九年（1412年）辛卯科，以詩經領經魁，永樂十年（1412年）壬辰科會試登乙榜，授河南鄢陵教諭。秩滿，擢戶科給事中，進光祿少卿。累官順天府府尹。成化三年（1467年）卒，年八十三。

## 家族
其先通州人。其父元末避兵山東，占籍寧陽。